# Феррио, Джанни
Джанни Феррио (итал. Gianni Ferrio; 16 ноября 1924, Виченца, Венеция — 21 октября 2013, Рим) — итальянский композитор, дирижёр и аранжировщик.

## Биография
Родился в Виченце в 1924 году. Учился в консерваториях Виченцы и Венеции. Начал работать в качестве композитора конце пятидесятых годов, достаточно плодотворно, написав около 120 музыкальных тем. Большинство мелодий использовалась в спагетти-вестернах и итальянских эротических комедиях. Его пьеса «One Silver Dollar», заглавная тема к фильму Джорджо Феррони «Простреленный доллар» (1965), была позже использована в фильме Квентина Тарантино «Бесславные ублюдки».
Также много работал в поп-музыке, в частности, с певицей Миной, для которой он написал, среди прочего, хит «Parole parole», а также аранжировки и оркестровки для многочисленных её песен и альбомов. Последнее сотрудничество с Миной состоялось 2012 году.
Феррио был ведущим дирижёром на музыкальном фестивале Сан-Ремо в 1959 и 1962 годах и на конкурсе песни «Евровидение» в 1965 году. Он также принимал участие в качестве дирижера в итальянских телевизионных шоу.
Был женат на балерине и киноактрисе Альбе Арнове.